# Schefflera caudatifolia
Schefflera caudatifolia är en araliaväxtart som beskrevs av Elmer Drew Merrill. Schefflera caudatifolia ingår i släktet Schefflera och familjen araliaväxter. Inga underarter finns listade.